# Pick and roll
Pick and roll oder screen and roll („Blocken und abrollen“) ist ein oft verwendeter Standard-Spielzug im Basketball, in dem zwei Angreifer den Ball führen und zwei Verteidigern gegenüberstehen. Bei dieser Taktik blockt der nicht ballführende Angreifer den Laufweg des Verteidigers, der den Ballführer deckt, und bringt Letzteren somit in gute Wurfposition. Da es die Verteidiger grundsätzlich in Zugzwang bringt, gilt es als einfacher und effektiver Spielzug. Eine Analyse der New York Times aus dem Jahr 2009 ergab, dass in 18,6 % aller Spielzüge in der NBA ein Pick and roll durchgeführt wird.

## Ausgangspunkt
Ausgangssituation ist ein Aufbauspieler (Guard), der mit dem Ball dem gegnerischen Guard an der Dreipunktlinie gegenübersteht, und ein big man (ein körperlich großer Mitspieler; oft der Center oder Power Forward), der nah am Korb steht und wiederum vom gegnerischen Center/Power Forward gedeckt wird. Guards sind in der Regel viel kleiner und schneller als big men. Grundgedanke des pick and roll ist es, die Gegenspieler schnell zu tauschen, so dass der schnelle Guard gegen den langsamen big man und der körperlich starke big man gegen den physisch schwachen Guard steht.

### Funktionsweise
Beim Pick and roll geht nun der big man hinter den gegnerischen Guard und stellt gegen ihn einen Block (Pick oder Screen genannt). Dies zwingt auch den gegnerischen big man nach außen, da ansonsten sein Kollege einer gegen zwei stünde und der ballführende Guard einen freien Wurf bekommen würde. Damit wird eine klassische Zugzwang-Situation erreicht: der gegnerische big man muss nach außen.
Wenn somit der gegnerische big man herausgelockt wurde, dribbelt der ballführende Guard mit hoher Geschwindigkeit in einem Bogen eng an seinem Mitspieler vorbei. Gleichzeitig rollt sich der angreifende big man zum ballführenden Guard hin ab. Dies nennt man einen Roll. Der gegnerische Guard bleibt aber am Block hängen, somit hat der Ballführer seinen Gegenspieler abgeschüttelt und kann mit hoher Geschwindigkeit zum Korb ziehen. Der langsame gegnerische big man ist nun ebenfalls in einer prekären Lage, da er nun einem kleinen Aufbauspieler gegenübersteht, der schnell auf ihn zukommt: er ist meist zu langsam, um ihn zu stoppen, und der Guard kann nicht nur werfen, sondern den Körperkontakt suchen und ein Foul provozieren. Kann der Guard verteidigt werden, ist der vorher Blockende meist frei und bekommt den Ball.
Der pick and roll bringt somit zwei Vorteile: man schüttelt seinen Verteidiger ab und bringt den gegnerischen big man in eine sehr ungünstige Verteidigungssituation. Außerdem schafft man durch das Abrollen eine Überzahlsituation – der eigene big man bekommt den Ball und kann ebenfalls mit Anlauf zum Korb ziehen.

## Verteidigung gegen den Pick and roll
Grundsätzlich müssen die Verteidiger verhindern, dass der ballführende Guard schnell in Wurfposition dribbeln kann. Allen Strategien ist eigen, dass eine exzellente Teamkommunikation nötig ist. Folgende Strategien stehen zur Auswahl:
- Belly up: hierbei deckt der verteidigende Guard den Ballführer extrem eng, so dass er entweder ebenfalls am Block vorbeischlüpfen kann oder gar vor dem Ballführer am Pick ist, so dass der big man eher seinem eigenen Mitspieler im Weg ist als dem angreifenden Guard. Allerdings besteht die Gefahr, dass der Ballführer den Pick seinerseits ignoriert und ohne Gegenspieler in eine völlig andere Richtung dribbelt.
- Trap / Laufweg abschneiden: hierbei stellt der verteidigende big man den Laufweg schnell zu und der eigene Guard deckt den Ballführer absichtlich locker. Wenn letzterer nun zum Korb ziehen will, läuft er geradewegs in eine Falle (Trap), geformt vom gegnerischen big man vor ihm, seinem eigenen big man (neben ihm; der eigene Mitspieler wird zum Hindernis!) und dem gegnerischen Guard, der die andere Seite abdeckt: Ballverlust droht. Risiko ist hierbei aber, dass zwei Verteidiger nun einen Angreifer decken und somit ein Spieler (meist der angreifende big man) freisteht: spielt der Guard zu ihm ab, kann dieser nun frei aus der Mitteldistanz werfen. Des Weiteren bietet diese Verteidigung einfache Punkte für den angreifenden Guard von der Dreierlinie, sollte er das Pick and Roll ignorieren und direkt werfen, was durch die lockere Verteidigung des gegnerischen Guards ermöglicht wird.
- Double pick: hierbei geht der verteidigende big man so weit nach außen, dass er neben seinem angreifenden Kollegen einen zweiten Pick stellt. Wenn der Ballführer nun vorbeidribbeln will, muss er einen weiten Bogen laufen, um an beiden vorbeizukommen. Nachteil hierbei ist nun, dass der verteidigende big man (in der Regel der beste Verteidiger in Korbnähe) nun so extrem weit draußen steht, dass er im folgenden Spielzug völlig außer Position ist.
- Zusätzlicher Mann / Help defense: hierbei verlässt ein dritter Mitspieler seinen Mann und verteidigt mit. Allerdings lässt er wiederum seinen eigenen Gegenspieler völlig frei. Durch geschickte Teamverteidigung können die beiden verbleibenden Mitspieler sich so verschieben, dass der Pass zu einem der drei freistehenden Gegner möglichst schwer wird und/oder sie einen Pass zu jenem Gegenspieler anbieten, der am ehesten einen freien Wurf verfehlen könnte.

## Grenzen des Pick and roll
Das pick and roll-Manöver ist besonders dann wirksam, wenn das gegnerische Team eine Manndeckung spielt und die Spieler zum Teil weit auseinander stehen, um ihren jeweiligen Gegenspieler zu decken. Bei einer Zonenverteidigung, in der die Gegner zu jeder Zeit relativ nahe beieinander stehen, ist der pick and roll schwerer. Erstens entfällt der Zugzwang des verteidigenden big man: um den pick zu kontern, kann stattdessen entweder der andere Guard oder ein schneller Flügelspieler zu Hilfe kommen. Zweitens können sich die anderen Verteidiger mit zwei schnellen Schritten in den pick and roll stellen und den Ballführer so schnell überwältigen, dass er keine Zeit mehr hat zum Passen und den Ball verlieren kann. Sehr spielstarke Guards (wie z. B. John Stockton) finden zwar trotzdem den freien Mann, aber gegen eine Zonenverteidigung empfehlen sich in der Regel andere Strategien.

## Bekannte Pick and roll-Combos
In der NBA wurde der pick and roll in den 1980ern und 1990ern zum Marken-Spielzug von Guard John Stockton und Power Forward Karl Malone der Utah Jazz. Mit dem extrem spielintelligenten und wurfsicheren Stockton und dem sicheren Mitteldistanzschützen und kraftvollen Dunk-Spezialisten Malone sorgten die Jazz 20 Jahre lang für Furore.
In den 1960ern benutzten die Boston Celtics diesen Spielzug regelmäßig gegen die Teams von NBA-Center-Legende Wilt Chamberlain, da Chamberlain ein exzellenter Shotblocker war, aber außen natürlich nicht annähernd so wirkungsvoll war; besonders gut darin waren die Combos Bill Russell / Bill Sharman, sowie Russell / Sam Jones. Im kleineren Maßstab waren u. a. auch Deron Williams / Carlos Boozer (ebenfalls Jazz), Chris Webber / Mike Bibby (Sacramento Kings) sowie Amar'e Stoudemire / Steve Nash (Phoenix Suns) hiermit erfolgreich. Die San Antonio Spurs benutzen als big man Tim Duncan, der wechselweise mit Tony Parker oder Manu Ginóbili in 25 % aller Spielzüge ein pick and roll durchführte.

## Pick and pop
Eine oft angewendete Abwandlung dieses Spielzugs ist der sog. Pick and pop (Blocken und werfen), bei dem der blockstellende Spieler nicht Richtung Korb abrollt, sondern nach dem Block eine neue, freie Position auf dem Spielfeld einnimmt um von dort einen Pass vom ballführenden Spieler anzunehmen und dann einen Sprungwurf aus der Mitteldistanz auszuführen. Dies ist besonders wirksam, wenn der Guard oder big man eher den unbedrängten Mittdistanzwurf sucht. Bekannte pick-pop-Combos waren/sind Isiah Thomas / Bill Laimbeer (Detroit Pistons) oder Dirk Nowitzki / Jason Terry (Dallas Mavericks).

## Nachweise
1. 1 2  The Pick-and-Roll Is the N.B.A.’s Old Reliable, New York Times